# Adnan Gušo
Adnan Gušo, né le 30 novembre 1975 à Sarajevo, est un footballeur bosnien. 
Ce gardien de but de grande taille (1,98m) porte notamment les couleurs du Željezničar Sarajevo, de l'Universitatea Craiova et de l'équipe de Bosnie-Herzégovine. 

## Biographie

### En équipe nationale
Adnan Gušo reçoit 17 sélections en équipe de Bosnie-Herzégovine entre 1999 et 2007.
Il joue son premier match en équipe nationale le 5 octobre 1999, lors d'un match contre l'Écosse comptant pour les éliminatoires de l'Euro 2000. Il reçoit sa dernière sélection le 21 novembre 2007, à l'occasion d'un rencontre face à la Turquie, dans le cadre des éliminatoires de l'Euro 2008.
Adnan Gušo dispute deux matchs comptant pour les tours préliminaires du mondial 2002.

## Palmarès
- Champion de Bosnie-Herzégovine en 2001, 2002 et 2012 avec le Željezničar Sarajevo
- Vainqueur de la Coupe de Bosnie-Herzégovine en 2001 et 2012 avec le Željezničar Sarajevo